# 피자피자

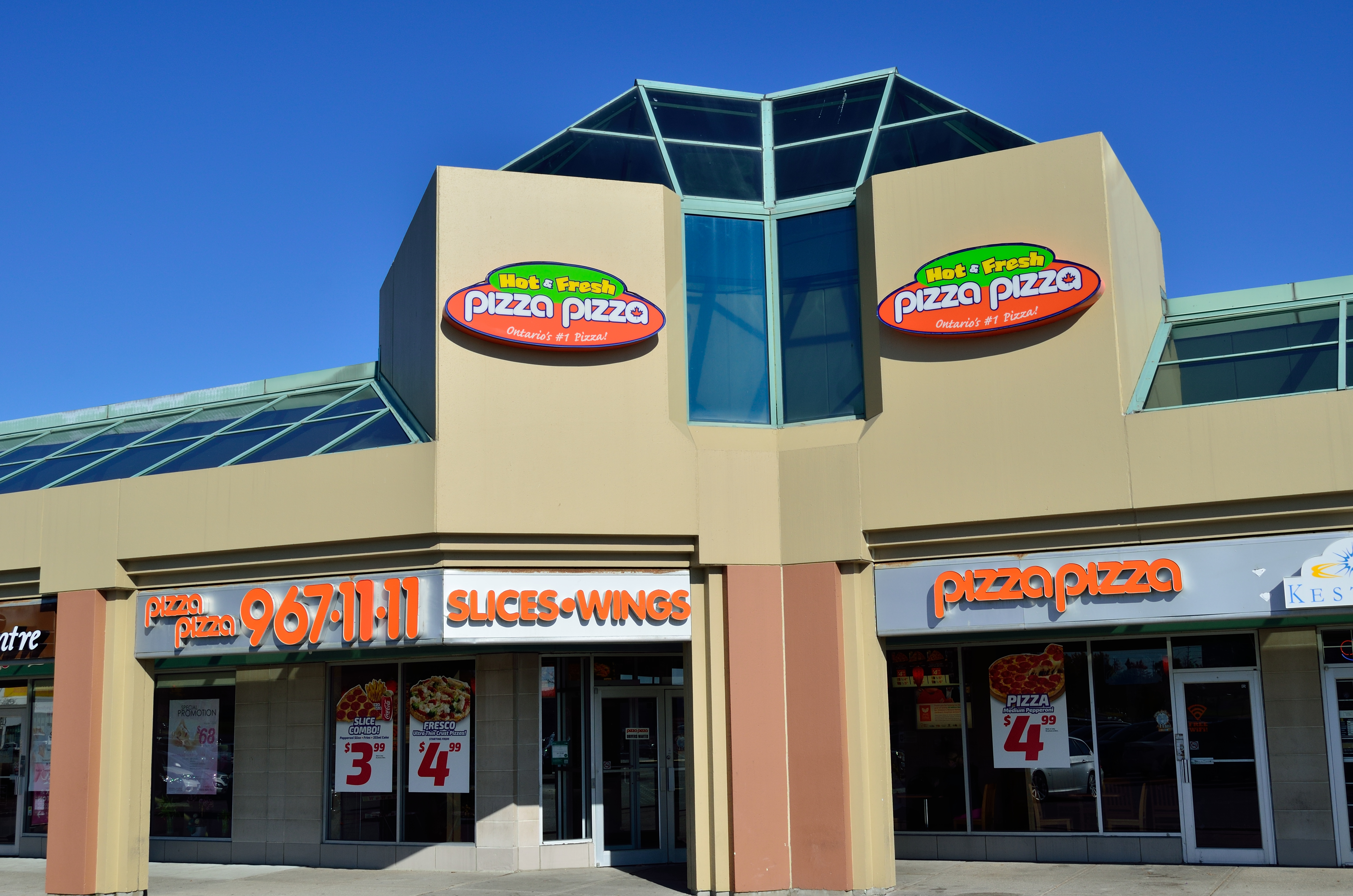
피자피자 매장의 모습

피자피자(Pizza Pizza)(TSX: PZA.UN)는 캐나다 온타리오주 지역에 주로 분포한 피자 프랜차이즈 기업이다.
서부 퀘벡주에도 매장이 있다. 앨버타주에서는 "피자 73"이란 이름으로 독립매장 형식이 아닌 대학 구내 매점이나 극장 등에 입점해 있다. 105개 입점 매장을 포함 500개가 넘는 매장을 운영하고 있다.